# Karlheinz Möbus
Karlheinz Möbus (* 1. Februar 1938 in Steinigtwolmsdorf; † 4. August 2014 in Berlin) war ein deutscher Diplomat. Er war Botschafter der Deutschen Demokratischen Republik in Kolumbien, Kuba und Jamaika.

## Leben
Karlheinz Möbus besuchte die Grundschulen in Steinigtwolmsdorf, Bautzen und Dresden. Nach dem Besuch der Oberschule erwarb er 1956 sein Abitur in Karl-Marx-Stadt. 1956 begann er ein Studium in der Fachrichtung Außenpolitik am Institut für Internationale Beziehungen der Deutschen Akademie für Staats- und Rechtswissenschaft, das er 1960 als Diplom-Staatswissenschaftler abschloss. Nach dem Studium wurde er Mitarbeiter im Ministerium für Auswärtige Angelegenheiten der DDR (MfAA). Bis 1963 arbeitete er als Referent, bzw. Oberreferent in der 6. Außereuropäischen Abteilung (Lateinamerika) sowie in den Abteilungen Grundsatzfragen und Internationale Organisationen. Von 1963 bis 1967 wurde er als Attaché, bzw. 3. Sekretär Leiter der Konsularabteilung an der Botschaft in Havanna/Kuba und arbeitete danach wieder als 2. Sekretär und Sektorleiter Südliches Lateinamerika in der Abteilung Lateinamerika des MfAA. Von 1971 bis 1973 war er 1. Sekretär, bzw. Botschaftsrat an der Botschaft in Santiago de Chile. Nach der Rückkehr aus Chile wurde er mit der Bildung des Chile-Komitees beim Solidaritätskomitee der DDR beauftragt und war bis 1981 Leiter der Arbeitsgruppe Chile in der Abteilung Internationale Verbindungen beim Zentralkomitee der SED zur Betreuung der in der DDR lebenden chilenischen Emigranten. Von 1981 bis 1982 besuchte er einen Einjahreslehrgang an der Parteihochschule Karl Marx in Berlin. Von Dezember 1982 bis 1986 war er als Botschafter zunächst in Bogotá/Kolumbien und danach, bis 1990, in Havanna tätig sowie gleichzeitig in Kingston (Jamaika) zweitakkreditiert. Von 1990 bis 1991 absolvierte er eine Umschulung zum Außenhandelskaufmann und arbeitete als Außenhändler bei der Firma GEMEX-Handels-GmbH in Frankfurt am Main. Von 1993 bis 1997 war er selbstständiger Handelsvertreter in Chile.
Möbus war Mitglied der SED.

## Publikationen
- Im Kampf für ein freies, demokratisches Chile. In: Neuer Weg,  Nr. 5/1978.
- Pinochets Wirtschaftspolitik plündert das chilenische Volk. In: Einheit, Nr. 2/1979.
- Der Putsch, an den keiner hatte so recht glauben wollen. In: Disput, Nr. 8/2003.
- Zwei Beiträge zum Buch „Flucht vor der Junta“/ Edition Ost 2005 mit den Titeln „Die DDR und Chile entdecken sich“ sowie „Chilenische Emigranten in der DDR“